# Frank Furness

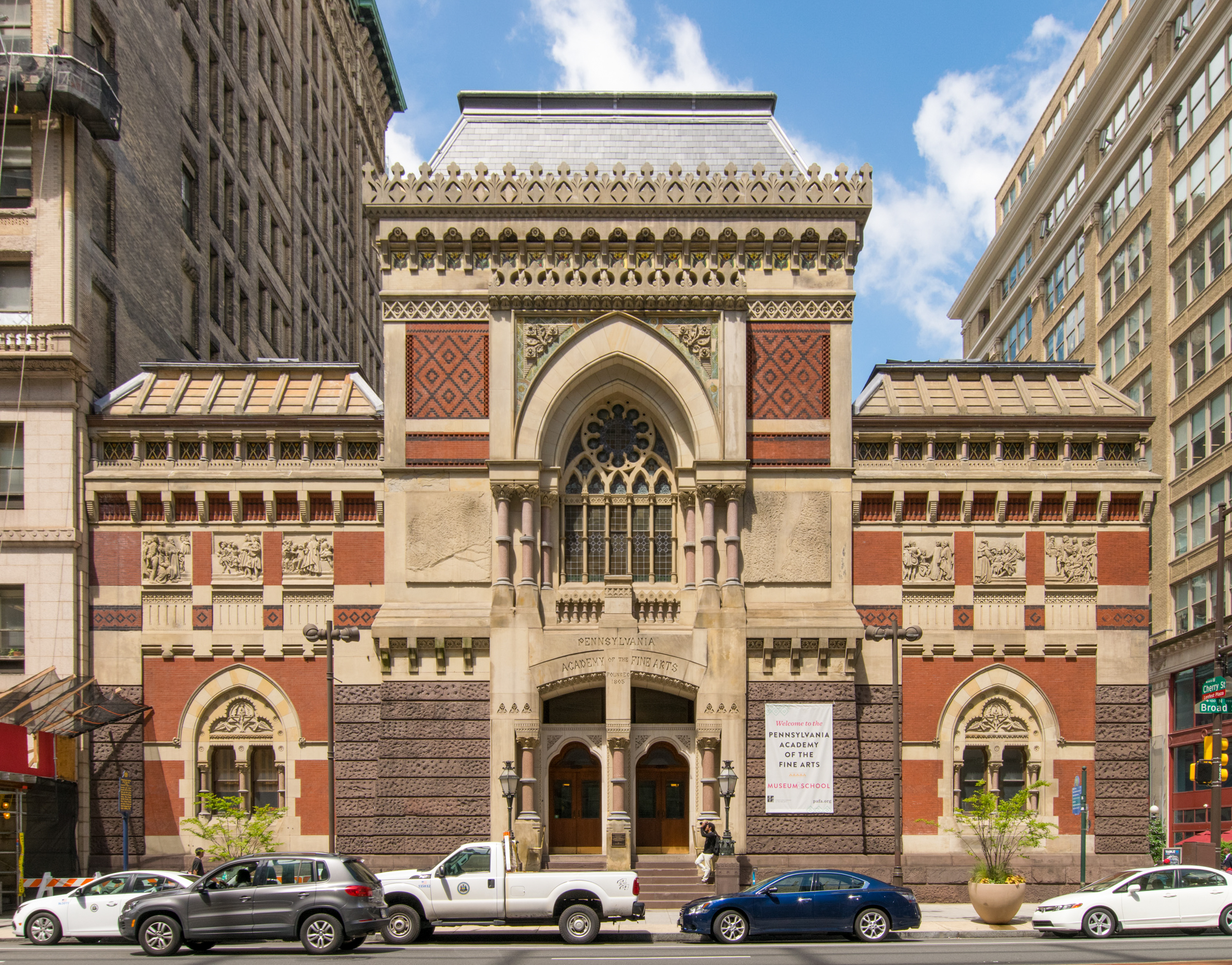
Pennsylvania Academy of the Fine Arts

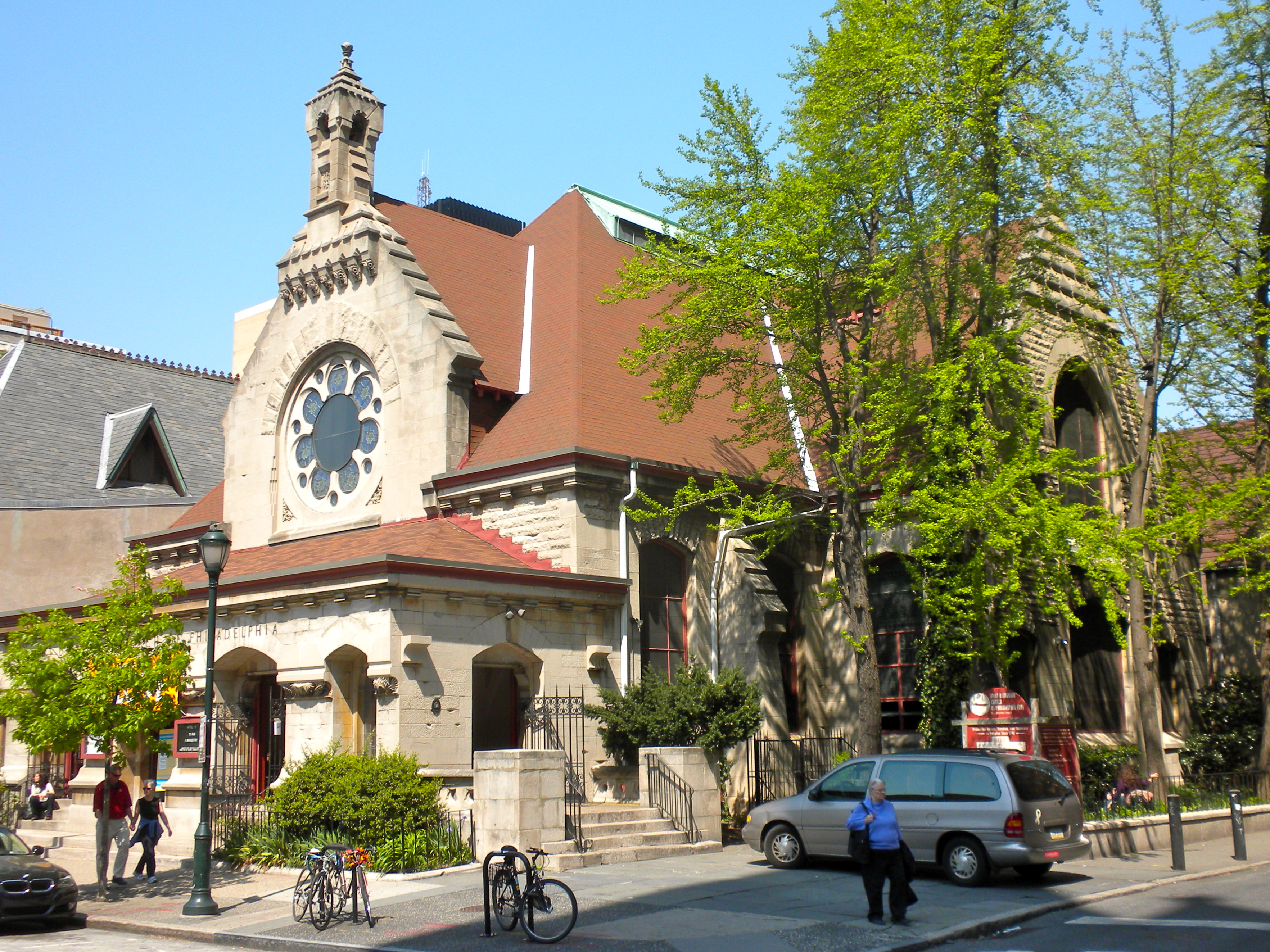
First Unitarian Church of Philadelphia

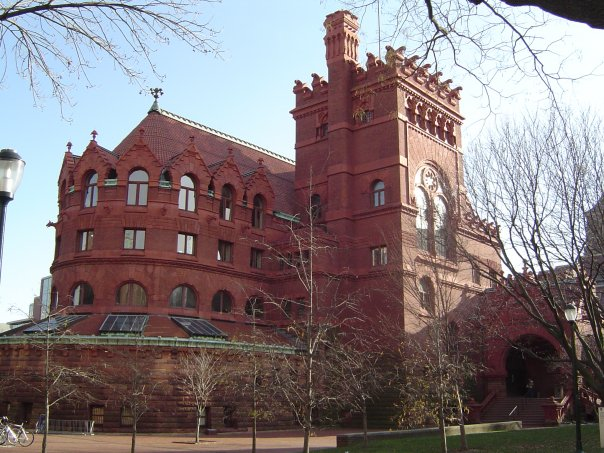
Die Fisher Fine Arts Library auf dem Campus der University of Pennsylvania

 Frank Heyling Furness  (* 12. November 1839 in Philadelphia; † 27. Juni 1912 ebd.) war ein amerikanischer Architekt des Historismus, der hauptsächlich in Philadelphia und Umgebung tätig war. 
Frank Furness wurde als Sohn des unitarischen Predigers William Henry Furness in Philadelphia im US-amerikanischen Bundesstaat Pennsylvania geboren. Furness begann als Schüler von John Fraser und Mitarbeiter von Richard Morris Hunt. Nach seinem Militärdienst im Amerikanischen Bürgerkrieg bildete er zunächst eine Büropartnerschaft mit Fraser und George Hewitt. Während seiner anschließenden selbständigen Tätigkeit als Architekt errichtete er zahlreiche Banken, Kirchen, Synagogen und kulturelle Institutionen, von denen ein großer Teil im 20. Jahrhundert abgebrochen wurde. Einen bedeutenden Anteil seines Schaffens stellten seine etwa 200 Bauten für amerikanische Eisenbahngesellschaften, namentlich für die Reading Company, die Pennsylvania Railroad und die Baltimore and Ohio Railroad, dar. Die von ihm 1892–93 erweiterte, aber 1953 abgebrochene Broad Street Station in Philadelphia galt zum Zeitpunkt ihrer Eröffnung als der weltweit größte Personenbahnhof. Zu seinen wichtigsten erhaltenen Bauten zählen die Pennsylvania Academy of the Fine Arts (1871–76), die First Unitarian Church of Philadelphia (1885) und die Fisher Fine Arts Library der University of Pennsylvania (1891). Seinen eigenwilligen Stil kennzeichnet die sichtbare Verwendung der Baumaterialien Ziegel, Werkstein und Holz, womit er einen entscheidenden Einfluss auf Louis Sullivan, der 1873 als Mitarbeiter in seinem Büro beschäftigt gewesen war, und Frank Lloyd Wright ausübte.

## Bibliographie
- Michael J. Lewis: Frank Furness, Architecture and the Violent Mind. Norton, New York und London 2001.
- George E. Thomas, Jeffrey A. Cohen und Michael J. Lewis: Frank Furness: The Complete Works. Princeton Architectural Press, 1996.